# Gonatocerus nassaui
Gonatocerus nassaui is een vliesvleugelig insect uit de familie Mymaridae. De wetenschappelijke naam is voor het eerst geldig gepubliceerd in 1938 door Girault.